# جو نورمان
جو نورمان (بالإنجليزية: Joe Norman)‏ هو لاعب كرة قدم أمريكية أمريكي، ولد في 15 أكتوبر 1956 في ميلزبورغ في الولايات المتحدة.

## وصلات خارجية
- جو نورمان على موقع مرجع كرة القدم المحترفة.كوم (الإنجليزية)